# 郷愁 (1988年の映画)
『郷愁』（きょうしゅう）は、1988年に公開された中島丈博監督の日本映画。

## スタッフ
以下のスタッフ名はKINENOTEに従った。
- 監督 - 中島丈博
- 脚本 - 中島丈博
- 企画 - プロジェクト・エー、アクターズプロモーション、中島丈博
- 製作 - 根田哲雄、石川洋、阿知波信介
- プロデューサー - 大木舜二、高沢吉紀
- 撮影 - 林淳一郎
- 美術 - 亀岡紀
- 音楽 - 近藤等則
- 主題歌 - 「郷愁のテーマ」:石原侑佳
- 録音 - 林鉱一
- 照明 - 前原信雄
- 編集 - 西東清明
- キャスティング・プロデューサー - 木村智生
- 助監督 - 中島俊彦
- スチール - 笹田和俊
- 製作協力 - 東神興業（株）文化事業部
- 考証 - 橋本直技

## キャスト
以下の出演者名と役名は特に記載がない限りKINENOTEに従った。
- 西川弘志 - 山沖住男
- 小牧彩里 - 山沖泰子
- 吉行和子 - 山沖睦子
- 津川雅彦 - 山沖挙春
- 榎木孝明 - 平尾幹也
- 中村銀次 - 矢部豊
- 加藤土代子 - 矢部トラエ
- 神津はづき - 矢部さつき
- 斉藤洋介 - 町田重明
- 得地信子 - 毛利愛子
- 佐久間哲 - 江口菊市
- 藤田雅史 - 上岡不二雄
- 樹木希林 - 上岡ミネ
- 新橋耐子 - 中山千代
- 谷村隆之 - 中山渉
- 京亜有美 - 宮口朝子
- 沢田里沙 - 照美
- 掛田誠 - 良介
- 鈴木省吾 - 四郎
- 中島葵 - チーちゃん[2]
- 南原宏治 - 榎本
- 北村総一朗 - 駄馬
- 荒勢 - さつきの兄
- ケーシー高峰 - ポン菓子の親父

## 受賞歴
- 1988年度 第62回キネマ旬報賞
  - 日本映画ベスト・テン5位 『郷愁』（中島丈博監督）[3]

- 1988年度 第13回報知映画賞
  - 新人賞 西川弘志[4]（『郷愁』）[5][6]

- 1988年 第43回毎日映画コンクール
  - スタッフ部門 撮影賞 林淳一郎（『嵐が丘』『郷愁』）[5][7]